# Andrej Kiviljov
Andrej Michailovitj Kiviljov (ryska: Андрей Михайлович Кивилёв), född 20 september 1973 i Taldikorgjan, Almaty, död 12 mars 2003 i Saint-Étienne, Loire, var en rysk-kazakisk professionell tävlingscyklist. Han var professionell åren 1998–2003 för de franska stallen Festina-Lotus, Ag2r Prévoyance och Cofidis. Kiviljov dog 12 mars 2003 efter att ha fallit och slagit i huvudet under etapploppet Paris–Nice.

## Karriär
Andrej Kiviljov blev professionell 1998 med Festina-Lotus och cyklade för stallet även 1999. 2000 bytte han stall till Ag2r Prévoyance och deltog i sin första Tour de France där han slutade på 32:a plats i sammandraget.
Kiviljovs karriär tog fart under 2001 då han bytte stall till Cofidis och vann en etapp under Critérium du Dauphiné Libéré samt sammandraget i Route du Sud. Under Tour de France samma år var Kiviljov i en utbrytning som gick mål 35 minuter före huvudklungan och Kiviljov själv 32 minuter och 20 sekunder före densamma. Kiviljov var  stark i uppförsbackar och kunde därmed minimera tidsförlusten mot de bästa i sammandraget på bergsetapperna. På den 18:e etappen förlorade han dock tredjeplatsen i sammandraget till Joseba Beloki och slutade till sist fyra i sammandraget.

### Dödsolyckan i Paris–Nice 2003

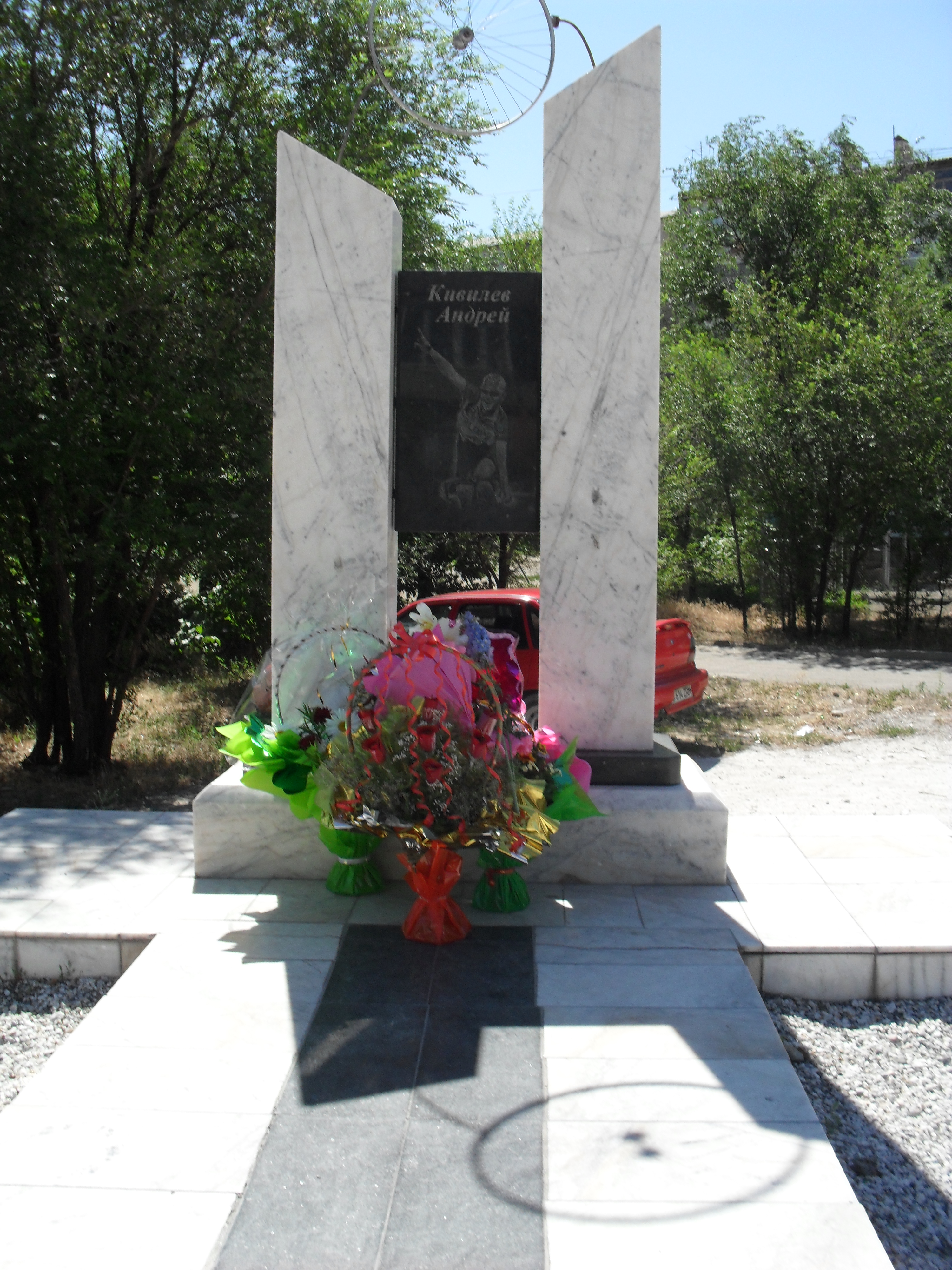
Minnesmonument för Kiviljov.

11 mars 2003, under etapp 2 av etapploppet Paris–Nice, mellan La Clayette och Saint-Étienne, när cyklisterna passerade genom Saint-Chamond, var Kiviljov inblandad i en olycka tillsammans med sin polske stallkamrat Marek Rutkiewicz och Gerolsteiners tyske cyklist Volker Ordowski. Rutkiewicz och Ordowski kunde cykla vidare men Kiviljov reste sig inte. Kiviljov, som inte bar någon hjälm vid tillfället, hade slagit i huvudet så pass svårt att han hamnade i koma. Han fördes först till ett sjukhus i Saint-Chamond och flögs därefter till ett sjukhus i Saint-Étienne men återfick aldrig medvetandet och avled dagen efter, den 12 mars 2003.
Endast några dagar efter Kiviljovs död vann hans nära vän och landsman Aleksandr Vinokurov loppet Paris–Nice och tillägnade segern sin bortgångne vän. Kiviljovs död hade stor inverkan på en regel för obligatoriskt hjälmtvång för proffscyklisterna som implementerades av UCI redan till Giro d'Italia 2003, två månader efter Kiviljovs död. 

## Meriter
Route du Sud – 2001, sammandraget
Critérium du Dauphiné Libéré, 1 etapp

### Resultat i Grand Tours
| Grand Tour      | 1998 | 1999 | 2000 | 2001 | 2002 |
| --------------- | ---- | ---- | ---- | ---- | ---- |
| Giro d'Italia   | 53   | –    | –    | –    | –    |
| Tour de France  | –    | –    | 32   | 4    | 21   |
| Vuelta a España | –    | X    | –    | –    | –    |

X = Bröt loppet

## Stall
- Festina-Lotus 1998–1999
- Ag2r Prévoyance 2000
- Cofidis 2001–2003